# Valverde (Spagna)
Valverde è un comune spagnolo di 4 227 abitanti situato nella comunità autonoma delle Canarie.
È il capoluogo dell'isola di El Hierro, la più piccola isola dell'Arcipelago delle Canarie, degna di nota la  chiesa di Nuestra Señora de la Concepción. Valverde è l'unico capoluogo nelle Canarie a non essere ubicato direttamente sul mare, da cui dista pochi chilometri. Nel territorio del comune si trova il villaggio di Isora.